# Csingiling és a kalóztündér
A Csingiling és a kalóztündér (eredeti cím: The Pirate Fairy) 2014-ben bemutatott amerikai 3D-s számítógépes animációs film, amely a Csingiling-filmek ötödik része. Az animációs játékfilm rendezője Peggy Holmes, producere Jenni Magee-Cook. A forgatókönyvet John Lasseter, Jeffrey M. Howard és Kate Kondell írta, a zenéjét Joel McNeely szerezte. A mozifilm a DisneyToon Studios gyártásában készült, a Walt Disney Studios Motion Pictures és a Walt Disney Studios Home Entertainment forgalmazásában jelent meg.
Amerikában 2014. április 1-jén, Magyarországon 2014. augusztus 7-én mutatták be a mozikban.

## Szereplők
További magyar hangok: Kelemen Kata, Laurinyecz Réka, Pupos Tímea, Sallai Nóra, Vámos Mónika

## Televíziós megjelenések
- HBO, HBO Comedy / HBO 3, HBO 2
- Film+, Viasat 3